# Гайо, Жак
Жак Гайо (фр. Jacques Gaillot; 11 сентября 1935, Сен-Дизье — 12 апреля 2023, Париж) — французский католический прелат, епископ Эврё (1982—1995).

## Биография
С 1957 по 1959 год в течение 28 месяцев проходил военную службу в Алжире, где в то время шла война за независимость. Окончил 6-месячную офицерскую школу.
Получил религиозное образование в Григорианском университете в Риме (1960—1962) и Католическом институте в Париже (1962—1964).
В 1961 году рукоположен в священники. В 1964—1965 годах преподавал в семинарии в Шалоне. В 1965—1972 годах профессор Реймсской семинарии. С 1972 года кюре в Сен-Дизье.
С 1977 г. генеральный викарий диоцеза Лангр.
В мае 1982 года назначен епископом Эврё.
Вскоре после вступления в должность оказался в центре внимания СМИ благодаря своей активной политической и социальной позиции, неоднозначным высказываниям по ряду этических проблем. Активно поддерживал палестинскую интифаду, участвовал в протестах против ядерных испытаний во Французской Полинезии, был единственным епископом, кто присутствовал на перенесении в Пантеон праха священника Анри Грегуара — видного участника Великой французской революции. Он также либерально относился к лицам нетрадиционной сексуальной ориентации.
Лауреат премии Херберта Хаага (Herbert-Haag-Preis) 1994 года.
В 1995 году был отстранён от должности епископа Эврё и назначен титулярным епископом Партении — древнего города на территории современного Алжира, исчезнувшего под песками в конце V века.
Умер 12 апреля 2023 года в госпитале Жоржа Помпиду в Париже. Похороны состоялись в храме Сен-Медар без гроба, так как он завещал своё тело для научных целей.

## Сочинения
- Ils m’ont donné tant de bonheur, Desclée de Brouwer, 1987 (ISBN 978-2220026077)
- Foi sans frontières, Desclée de Brouwer, 1988 (ISBN 978-2220026886)
- Ma liberté dans l'Église, Albin Michel, 1989 (ISBN 978-2226038265)
- Monseigneur des autres, Le Seuil, 1989 (ISBN 978-2020107174)
- Le monde crie, l'Église murmure, Syros Alternatives, 1991 (ISBN 978-2867386091)
- Chemin de croix, Desclée de Brouwer, 1991 (ISBN 978-2220031903)
- Je prends la liberté, Flammarion, 1995
- La dernière tentation du diable, 1998.